# Phyllodoce australis
Phyllodoce australis is een borstelworm uit de familie Phyllodocidae.
De wetenschappelijke naam van de soort werd in 1975 gepubliceerd door Day.